# Fluido de freio
Fluidos de freio são um tipo específico de fluido hidráulico que é utilizado em sistemas hidráulicos de frenagem em veículos dos mais variados tipos (desde bicicletas até caminhões pesados) e maquinário, possuindo características específicas para este fim, como baixíssima compressibilidade e altíssimo ponto de ebulição. Os Fluidos de Freio possuem classificação mais usual conforme o Ministério de Transportes dos Estados Unidos (US Departament of Transportation) Padrão No. 116: Fluidos de freio para veículos automotores (Standard No. 116; Motor vehicle brake fluids): DOT 3, DOT 4 e DOT 5. A classificação DOT 5 deve ser ainda especificada como “DOT 5 - BASE SILICONE ” ou “DOT 5.1 - BASE NÃO-SILICONE”.